# ハドロサウルス
ハドロサウルス(Hadrosaurus)は白亜紀後期の8,000万年前 - 7,400万年前に生息した大型草食恐竜。鳥盤目・鳥脚下目・ハドロサウルス科。学名の由来は「頑丈なトカゲ」より。1991年にニュージャージーの公式の州の恐竜となっている。

## 発見

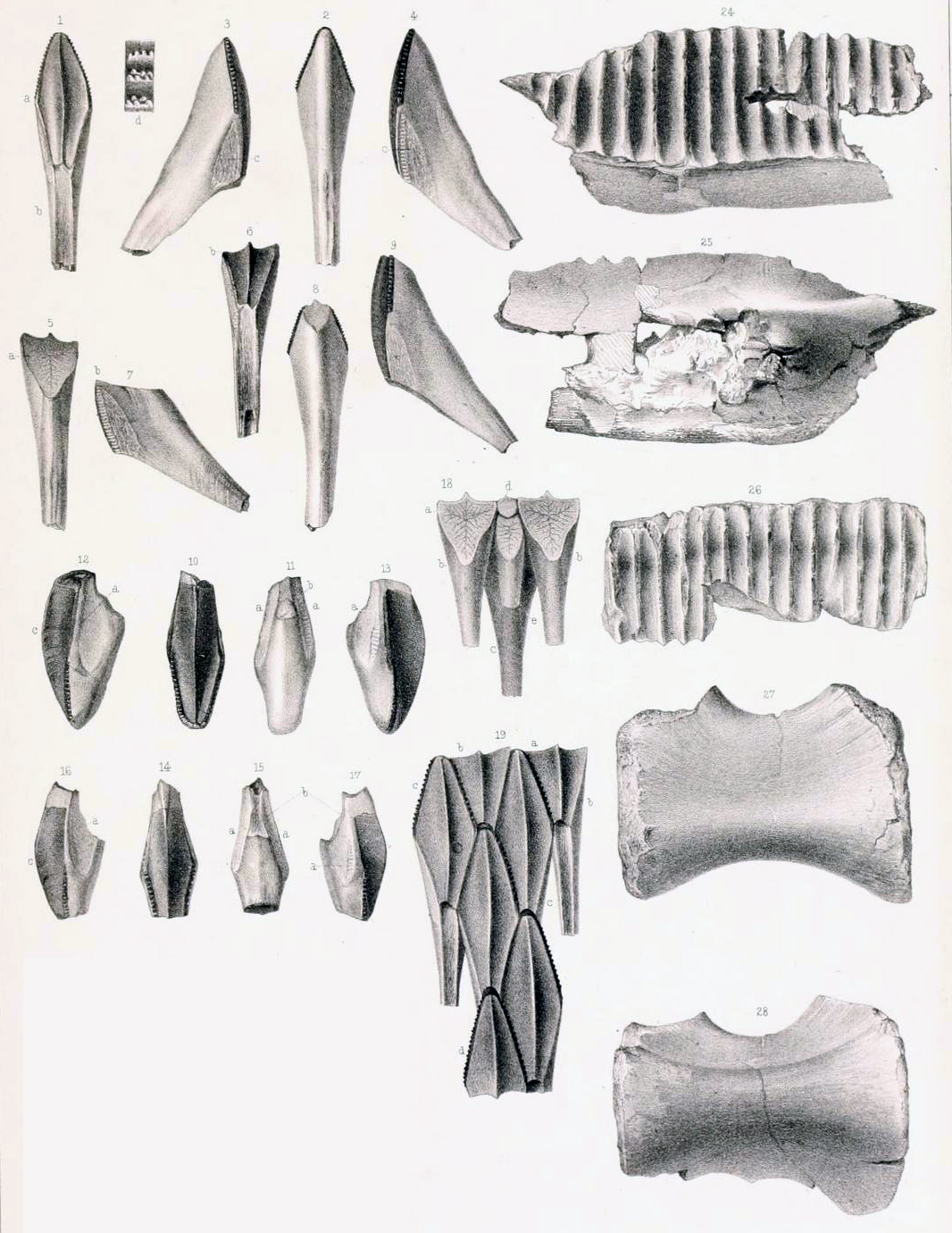
ハドロサウルスの歯及び脊椎骨の一部。下段の歯はアストロドンのもの。

1838年に発見され、1858年に本格的な発掘が行われた。その結果、八つの歯や顎の断片、ほぼ完全な四肢が発掘され、北アメリカで発見された初の恐竜となった。学名は古生物学者ジョゼフ・ライディによって与えられた。ライディは骨格の特徴から、この生物はイギリスで発見されたイグアノドンの近縁と認めた。しかし彼は、イグアノドンなどが四足歩行の動物であるとする当時の一般的な見解はとらず、これを二足歩行の生物であるとした。ただしこの時点では頭部は発見されておらず、近縁とされる属を参考に復元された。

## 特徴
全長は7 - 12メートルほどで、学名のように、高さと幅のある胴体を持つ。頭頂部はとさかを持たず平らであるが、鼻づらには骨質のとさか状の突起がある。吻部には広がった角質の嘴を持ち、数百の発達した頬歯を備えていた。彼らは嘴で摘み取った小枝や葉などをこの歯ですりつぶしていたと考えられる。後肢は前肢よりも長く、二足歩行も出来たと考えられるが、大半の時間を四足歩行で過し、捕食者から逃げる時など緊急時のみ二足になったとされる。前出のミイラ化石を詳細に調査した結果、腰部から尾にかけての筋肉量が従来想像されていたよりも多かったことが指摘された。そこから導き出された走行速度は時速45キロメートルほどであるとされる。やや後の時代のティラノサウルスは時速30キロほどと考えられており、このような大型の捕食者よりも足は速かったと思われる。
ハドロサウルス類のミイラは皮膚の印象をよく残しているものが多いが、体表を覆う鱗には、多角形のものと円錐形のものの2種類があることが知られている。これらの配置などを調べた結果、体表に縞があったといわれる。これは捕食者から身を隠すための保護色として働いたとされる。ただし、色などの情報は失われている。

## 分布
北アメリカ大陸に生息。主に沼沢地や森林などに生息していたと思われる。